# Penholder
Penholder ist eine Art der Schlägerhaltung im Tischtennis. Sie ist das vor allem in Asien verbreitete Pendant zu Shakehand-Schlägerhaltung. In der Anfangszeit wurde mit Penholderschlägern gespielt, die nur auf einer Seite mit einem Schlägerbelag versehen waren. Zum Spielen mit der Rückhand wurde die Hand um 180° gedreht. Durch Entwicklung der „umgekehrten Penholder Rückhand“ (engl.: reverse penhold backhand) und Nutzung beider Schlägerseiten sind mittlerweile auch Penholderspielern passive und offensive Rückhandbälle möglich.
Die ersten Weltmeister mit Penholder-Stil waren die Ungarn Roland Jacobi (1926) und Zoltán Mechlovits (1927 und 1928).

## Stilarten
Man unterscheidet bei der Penholder-Schlägerhaltung den
- japanischen Penholder-Stil – Schläger mit langem, eckigem Griff, Finger des Spielers langgestreckt auf der Rückseite des Schlägers und den
- chinesischen Penholder-Stil – Schläger mit kurzem, flachem Griff, Finger des Spielers kurz gebogen auf der Rückseite des Schlägers.[2]

Die unterschiedlichen Schlägerhaltungen bedingen auch wesentliche Unterschiede in der Spieltechnik. Die japanische Schlägerhaltung begünstigt das „spinbetonte“ Topspinspiel und erschwert das aktive Blocken auf der Rückhandseite. Mit der chinesischen Schlägerhaltung sind wegen der größeren Flexibilität im Handgelenk auf der Rückhandseite nicht nur aktive Blocks, sondern sogar harte Schläge möglich. Auch ist das Topspinspiel deutlich dynamischer und eher „tempobetont“.
Weil Penholder-Spieler keine Entscheidung zwischen Verwendung der Vorhand- oder der Rückhandseite ihres Schlägers treffen müssen, ergibt sich beim Spiel direkt am Tisch ein kleiner Vorteil in der Reaktionszeit. Andererseits ergibt sich ein kleiner Nachteil aus der geringeren Reichweite – besonders auf der Rückhandseite. Ob der Reaktionszeitvorteil den Reichweitenachteil ausgleicht, ist nur schwer einzuschätzen.

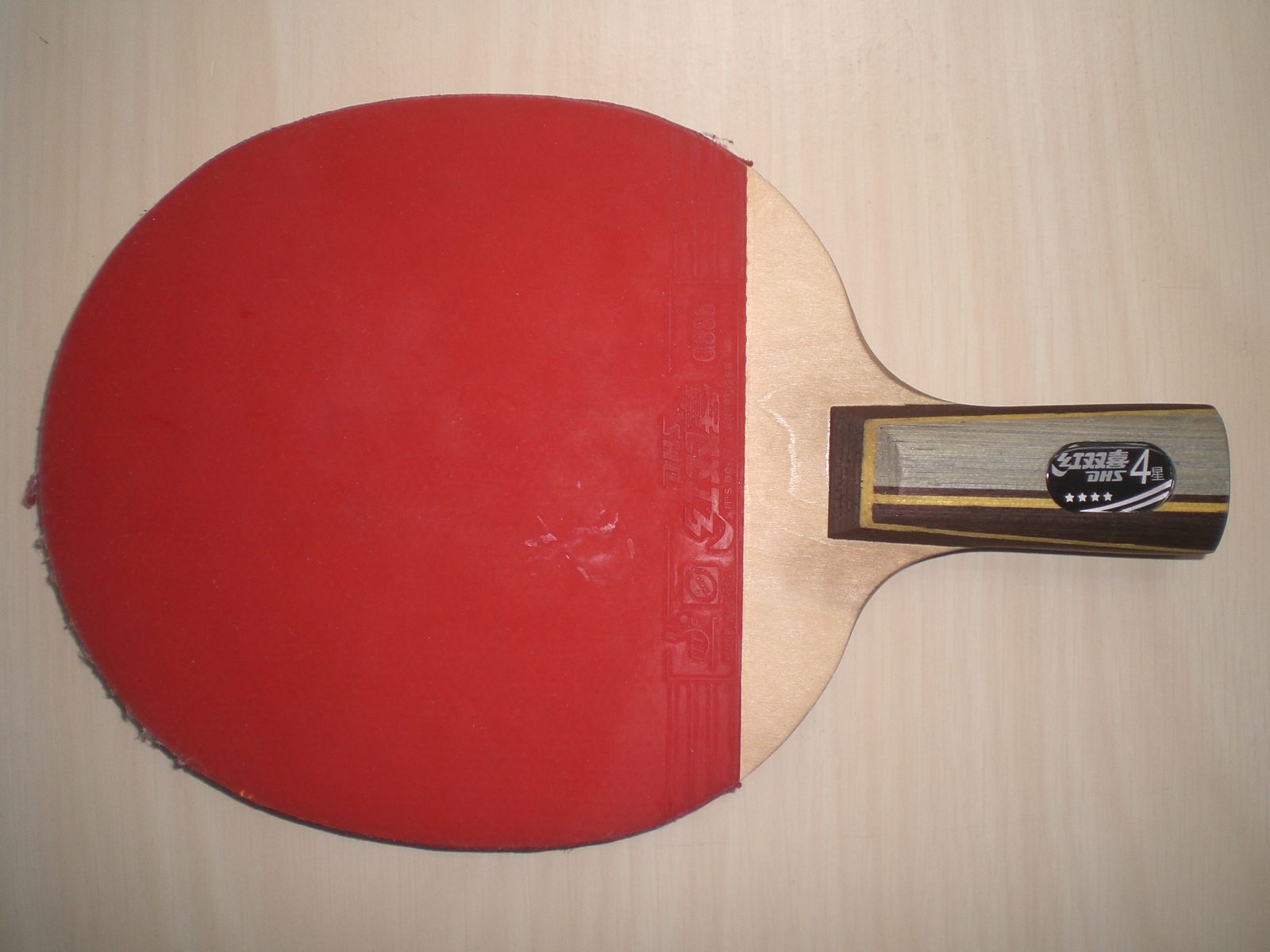
Penholder-Schläger, chinesischer Stil
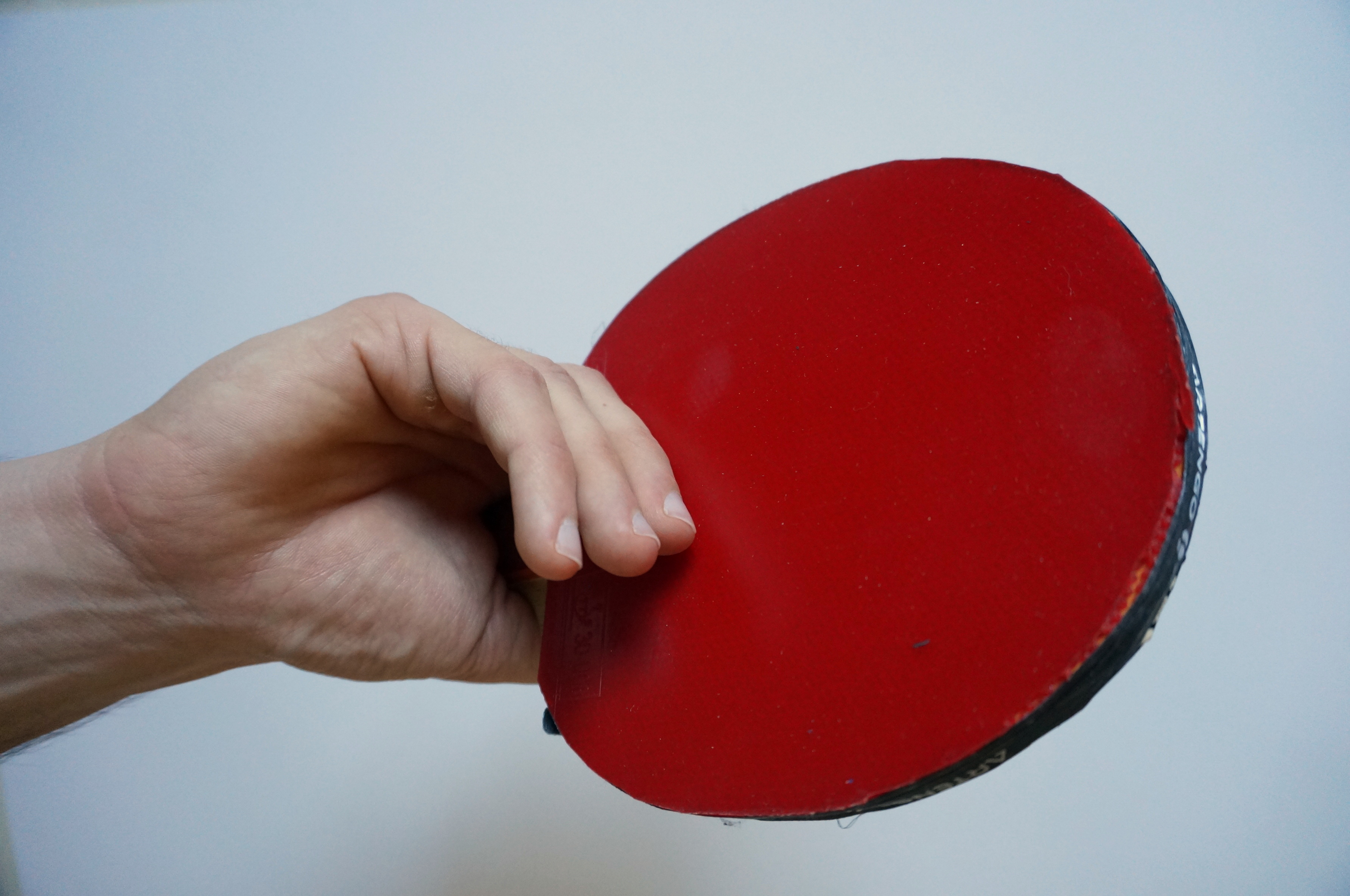
Chinesischer Penholder-Griff mit gebogenen Fingern auf der Schlägerrückseite
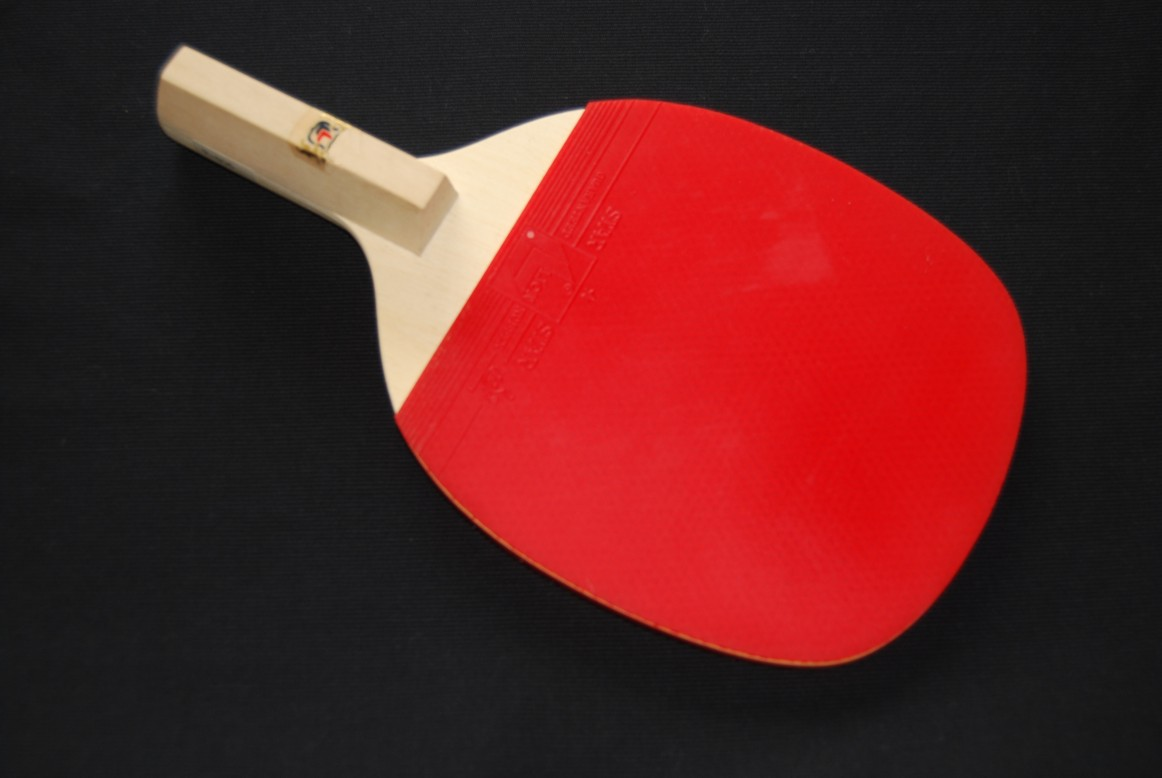
Penholder-Schläger, japanischer Stil
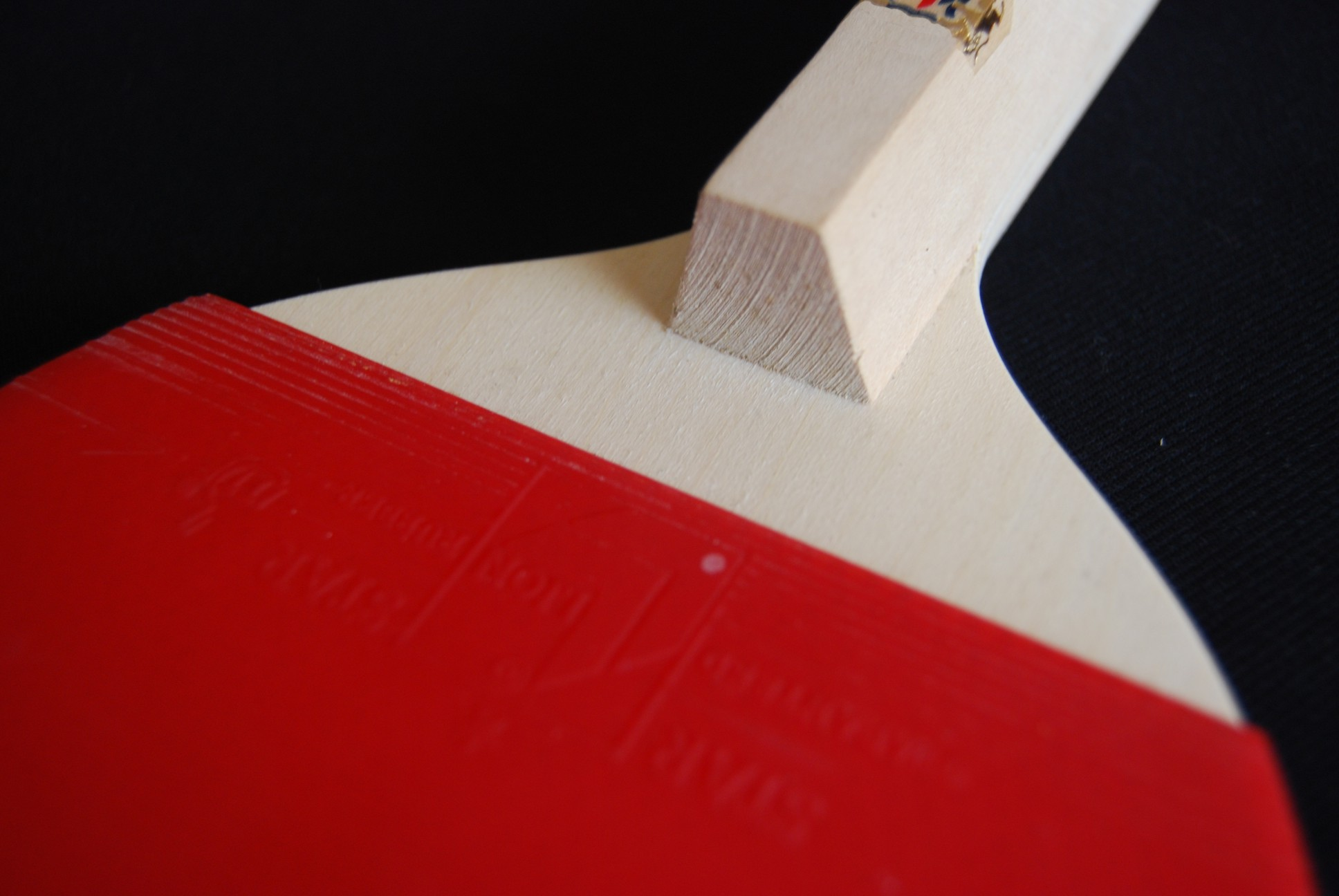
Penholder-Schläger japanischer Stil, Griffzone
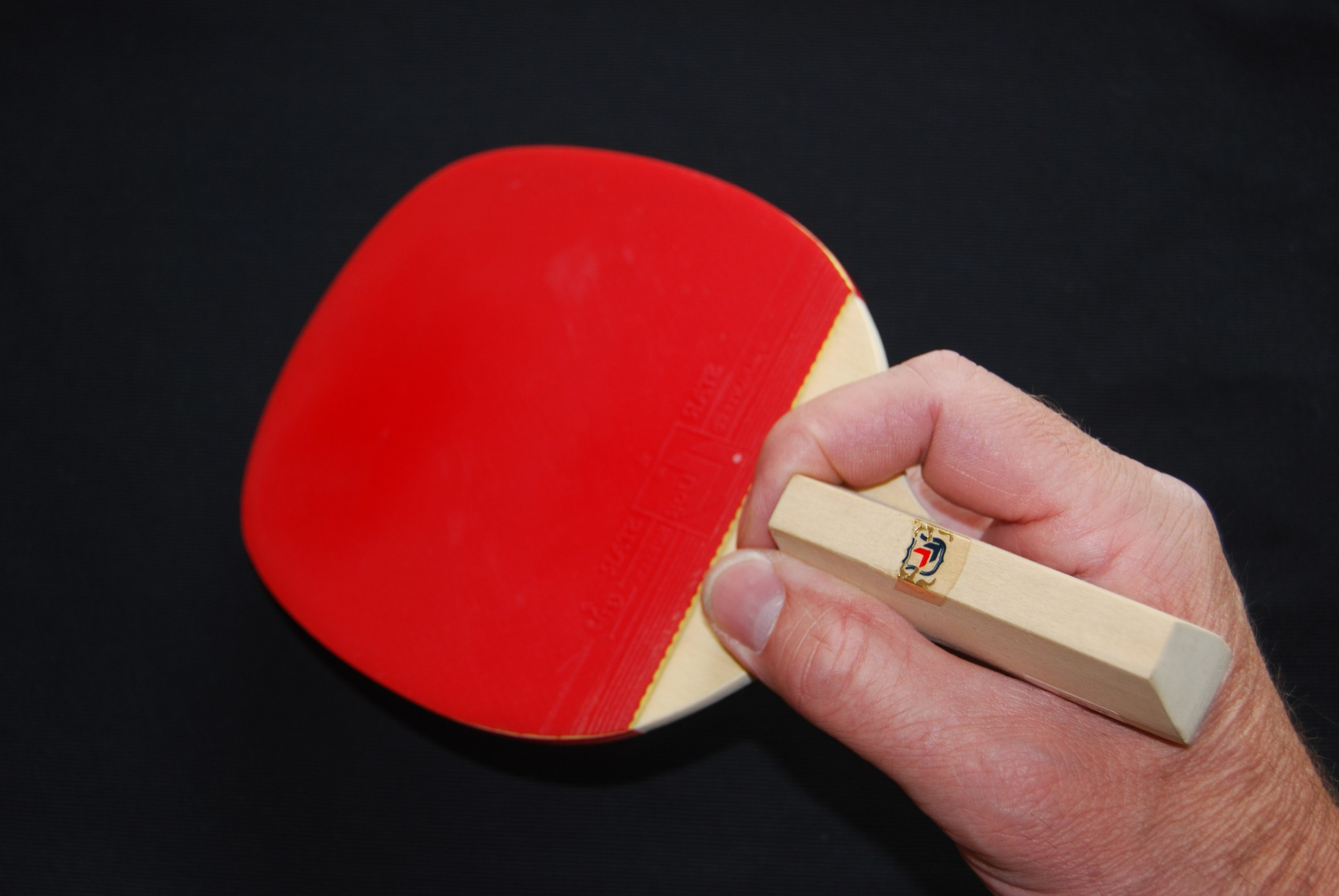
Schlägerhaltung beim japanischen Penholder-Stil

### Reverse penhold backhand

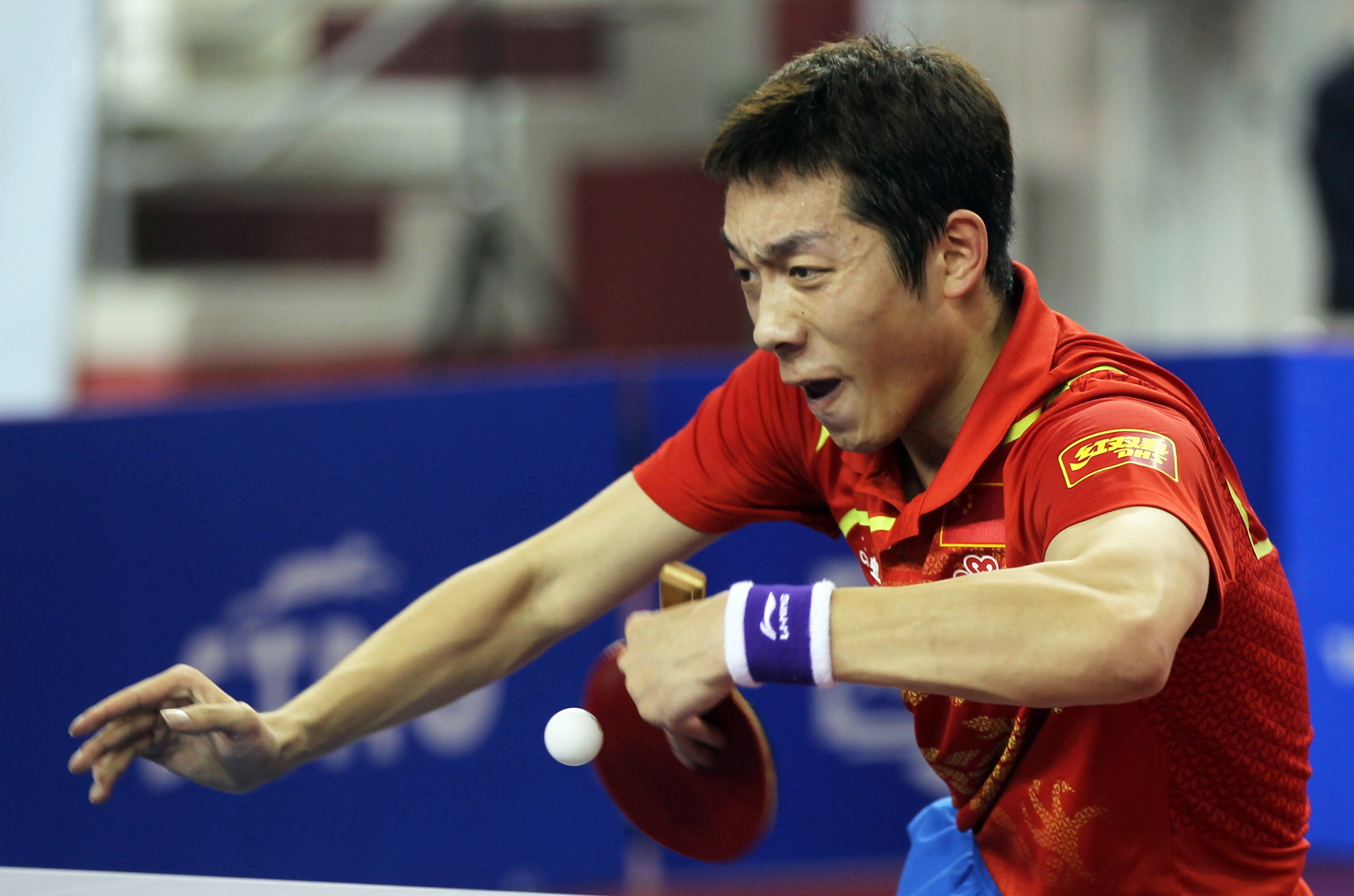
Xu Xin mit „reverse penhold backhand“ (2012)

Traditionell benutzten Penholder-Spieler nur eine Seite ihres Schlägers und drehten zum Rückhandspiel das Handgelenk. Die vielleicht innovativste Schlagtechnik der letzten Jahrzehnte war die Entwicklung der reverse penhold backhand. Dieser Schlag, bei der beide Schlägerseiten genutzt werden, hat den Penholder-Stil revolutioniert, da er es Penholder-Spielern ermöglicht Rückhandtechniken zu spielen, die denen von Shakehand-Spielern ebenbürtig sind. Zu den Vorteilen gehört auch die Vergrößerung der Reichweite der Rückhand, hohe Bälle können mit der Rückhand angegriffen werden und schließlich eröffnet die Technik die Möglichkeit Schlägerbeläge mit unterschiedlichen Oberflächen zu verwenden.
International fand die reverse penhold backhand erstmals 1993 durch den ehemaligen Olympiasieger und Weltmeister Liu Guoliang Anwendung. In der Folge nutzten die Weltklassespieler Ma Lin, Wang Hao und Xu Xin diese Technik. Mittlerweile ist sie Standard für die meisten Penholder-Spieler. Auch der deutsche Europameister von 2022 Dang Qiu spielt mit „umgekehrter Penholder-Rückhand“.

## Penholderspiel in Europa
In der europäischen Spitzenklasse war das Penholderspiel kaum anzutreffen. Ausnahmen bildeten Žarko Dolinar, Soja Nikolajewna Rudnowa, Jin-Sook Cords, Milivoj Karakašević, Zoran Kalinić und Jesus Cantero.
2022 wurde Dang Qiu Europameister im Einzel und erreichte Weltranglistenplatz 10. Bei den Frauen erreichte Fu Yu 2015 Weltranglistenplatz 15, und  Ni Xialian 2002 Weltranglistenplatz 8.
Seit Mai 2022 befindet sich mit dem 2006 geborenen Franzosen Félix Lebrun ein weiterer europäischer Penholderspieler unter den Top 100 der Weltrangliste, seit Oktober 2023 in den Top 10.

## Penholderspiel in der DDR
Der Spieler Lothar Rönsch führte in den 1960er Jahren in der DDR die Penholder-Schlägerhaltung ein. Als Vorbild diente das Endspiel bei der Tischtennisweltmeisterschaft 1963 zwischen Japan und China. Danach stellte er sein eigenes Spiel auf Penholder um. Später arbeitete er als Trainer und leitete dabei etwa 20 Talente zum Penholder-Stil an und bildete diese im Unterschied zum klassisch einseitigen Penholder zweiseitig aus. Das war zu dieser Zeit ein Novum und brachte ihm auch Kritik seitens des TT-Verbandes der DDR ein, der diese Innovation damals nicht zu schätzen wusste.

## Erfolge von Penholderspielern 1996–2007
Eine Auswertung der Medaillengewinner der 21 wichtigsten Welttitel-Turniere von 1996 bis 2007 ergibt: Die Penholderspieler gewannen 25 Medaillen und die Shakehandspieler 43 Medaillen. Bei den Penholderspielern dominiert der chinesische Stil mit 19 Medaillen gegenüber 6 des japanischen Stils.

## Verbreitung des Penholderspiels in der Weltklasse
Die Verbreitung des Penholderspiels in der Weltklasse ist in den letzten beiden Jahrzehnten rückläufig. 2023 spielten in den Top 100 der Weltranglisten nur 6 Herren und 6 Damen mit dieser Schlägerhaltung, im März 2024 nur 3 Herren und 5 Damen.